# Stenoplastis grandimacula
Stenoplastis grandimacula är en fjärilsart som beskrevs av Paul Dognin 1902. Stenoplastis grandimacula ingår i släktet Stenoplastis och familjen tandspinnare. Inga underarter finns listade i Catalogue of Life.